# Takeshi Kamo
Takeshi Kamo (加茂 健, Kamo Takeshi, Shizuoka, 8 februari 1915 – Kawasaki, 26 maart 2004) was een Japans voetballer die als aanvaller speelde.

## Japans voetbalelftal
Takeshi Kamo maakte op 4 augustus 1936 zijn debuut in het Japans voetbalelftal tijdens een Olympische Zomerspelen 1936 tegen Zweden. Takeshi Kamo debuteerde in 1936 in het Japans nationaal elftal en speelde 2 interlands.

## Statistieken
| Japans voetbalelftal | Japans voetbalelftal | Japans voetbalelftal |
| Jaar                 | Wed.                 | Dlp.                 |
| -------------------- | -------------------- | -------------------- |
| 1936                 | 2                    | 0                    |
| Totaal               | 2                    | 0                    |